# Лакич, Оливера
Оливера Лакич — черногорская журналистка-расследователь черногорской газеты Vijesti.
В 2011 году после серии статей о подпольной торговле контрафактным табаком она стала получать анонимные угрозы в свой адрес и в адрес своей дочери; спустя время, в 2012 году, не прекратив публикации, она подверглась нападению, а в мае 2018 года была ранена в ногу вооружённым преступником.
В 2019 году Оливера стала лауреаткой Международной женской премии за отвагу.